# ネハ・アフージャ

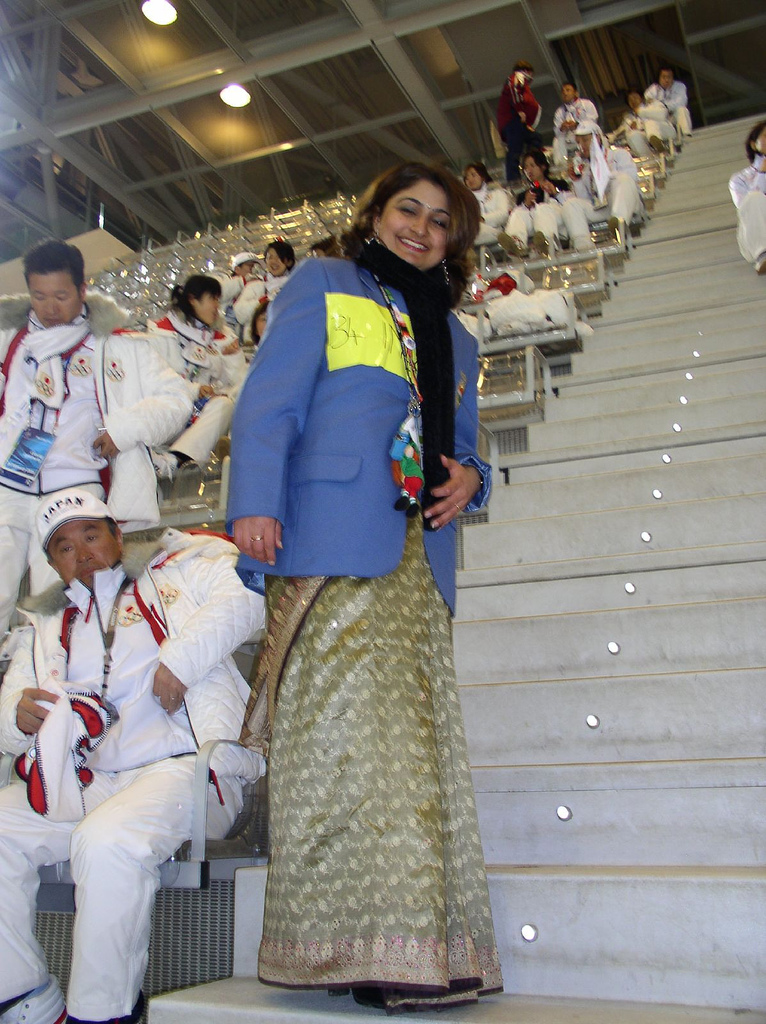
ネハ・アフージャ

ネハ・アフージャ（Neha Ahuja 、1974年2月23日 - ）は、インド、デリー出身のアルペンスキー選手。2006年トリノオリンピックでアルペンスキー競技の大回転の決勝に進んだ最初のインドの人物である。インドからの冬季オリンピックにおけるアルペンスキー競技への参加は1988年カルガリーオリンピック以来の出来事であったが、大回転では決勝の43人中42位、回転では51人中51位に終わった。
父親はスキースクールの校長であり、グルマルグ (Gulmarg) で父より5歳よりスキーの手ほどきを受けた。女兄弟のスワティ・アフージャはインドのテレビ番組MTV Roadiesの4thシーズンに出演している。
日本の企業からも支援を受けており、新潟県妙高市のスキー場の社員を務めていた経歴もある。2007年には香港で行われたミス・アジア2007に出場し、フォトジェニック大賞を受賞した。